# Desbiens (Québec)
Pour les articles homonymes, voir Desbiens.
Desbiens est une ville située dans la municipalité régionale de comté de Lac-Saint-Jean-Est, dans la région administrative du Saguenay–Lac-Saint-Jean, au Québec, au Canada.
Le dernier recensement de 2021 y dénombre 995 habitants.

## Toponymie
Le nom de Desbiens célèbre le souvenir de Louis Desbiens, considéré comme fondateur de la ville, qui a fait construire une scierie sur le bord de la rivière Métabetchouane, laquelle a contribué au développement économique de cette municipalité.

## Histoire

### Chronologie municipale
- 16 août 1926 : Inauguration du village de Saint-Emilien.
- 12 mars 1960 : Le village de Saint-Emilien devient la ville de Desbiens.

## Géographie
La rivière Métabetchouane délimite l'ouest de la municipalité en coulant vers le nord jusqu'à son embouchure dans le lac Saint-Jean. La rivière MacDonald coule vers l'ouest jusqu'à sa confluence avec la rivière Métabetchouane.

## Démographie
| 1931 | 1941  | 1951  | 1956  | 1961  | 1966  | 1971  | 1976  | 1981  |
| ---- | ----- | ----- | ----- | ----- | ----- | ----- | ----- | ----- |
| 648  | 1 016 | 1 851 | 2 014 | 1 970 | 1 979 | 1 813 | 1 673 | 1 541 |

| 1986  | 1991  | 1996  | 2001  | 2006  | 2011  | 2016  | 2021 | - |
| ----- | ----- | ----- | ----- | ----- | ----- | ----- | ---- | - |
| 1 417 | 1 265 | 1 202 | 1 128 | 1 074 | 1 053 | 1 028 | 995  | - |

## Administration
Les élections municipales se font en bloc pour le maire et les six conseillers.
| Desbiens Maires depuis 2001                                                                                          |                 |                        |          |
| Élection | Maire           | Qualité                | Résultat |
| 2001 | Claude Turcotte |                        | Voir     |
| 2005 | Johanne Vézina  |                        | Voir     |
| 2009 | Nicolas Martel  |                        | Voir     |
| 2013 | Nicolas Martel  | Voir                   |          |
| 2017 | Nicolas Martel  | Voir                   |          |
| janv. 2021 | Claude Delisle  | Conseiller (2009-2021) | Voir     |
| 2021 | Claude Delisle  | Conseiller (2009-2021) | Voir     |
| juil. 2023 | Marc Fortin     | Maire suppléant        | Voir     |
| nov. 2023 | Ginette Sirois  |                        | Voir     |
| Élection partielle en italique Depuis 2005, les élections sont simultanées dans toutes les municipalités québécoises |                 |                        |          |

## Culture

### Cinéma
Dimanche est un court métrage d'animation inspiré par l'enfance de le réalisateur de films d'animation Patrick Doyon à Desbiens.

### Art social
On trouve à Desbiens, le site archéologique de la Métabetchouane qui est l’emplacement d’un établissement préhistorique autochtone et d’un poste de traite en fonction durant les Régimes français et anglais. Il est occupé depuis plus de 2 000 ans. C’est un important lieu de passage, de rencontres et d’établissements autochtones et euroquébécois. Il est aussi à l'époque française le lieu d'une mission jésuite pour l'évangélisation des Autochtones. La présence missionnaire dans la région débute en 1647, alors que Jean De Quen (1603-1659) se rend à l'embouchure de la rivière Métabetchouane soigner des Autochtones malades. Il est alors le premier Européen à visiter la région. Les fonctions religieuses et commerciales évoquent des éléments importants des mœurs et de l'économie de l'époque et relatent les contacts entre les communautés autochtones et euroquébécoises. Ce lieu de légendes a inspiré le duo d’artistes Interaction Qui dans le cadre de sa Grande Marche des Tacons-Sites. Les artistes ont implanté le Tacon-Site du Mythe et ont réalisé une action performative autour d’une archéologie à l’envers en 2005. Ce faisant, la communauté de Desbiens est dépositaire du marqueur identitaire fondé sur la reconnaissance du métissage des nations et de la première économie de la région.

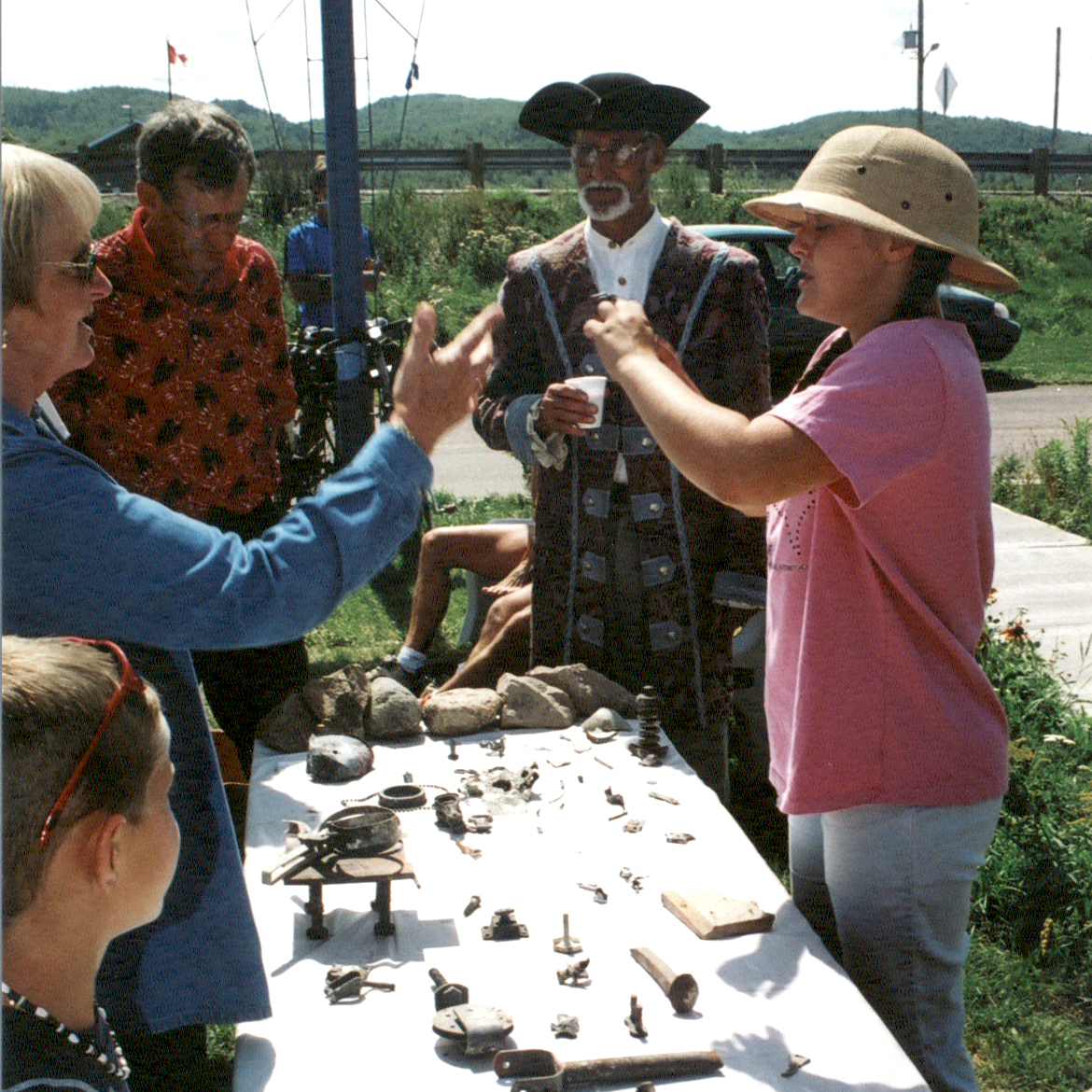
Description des artefacts provenant du cercle de feu
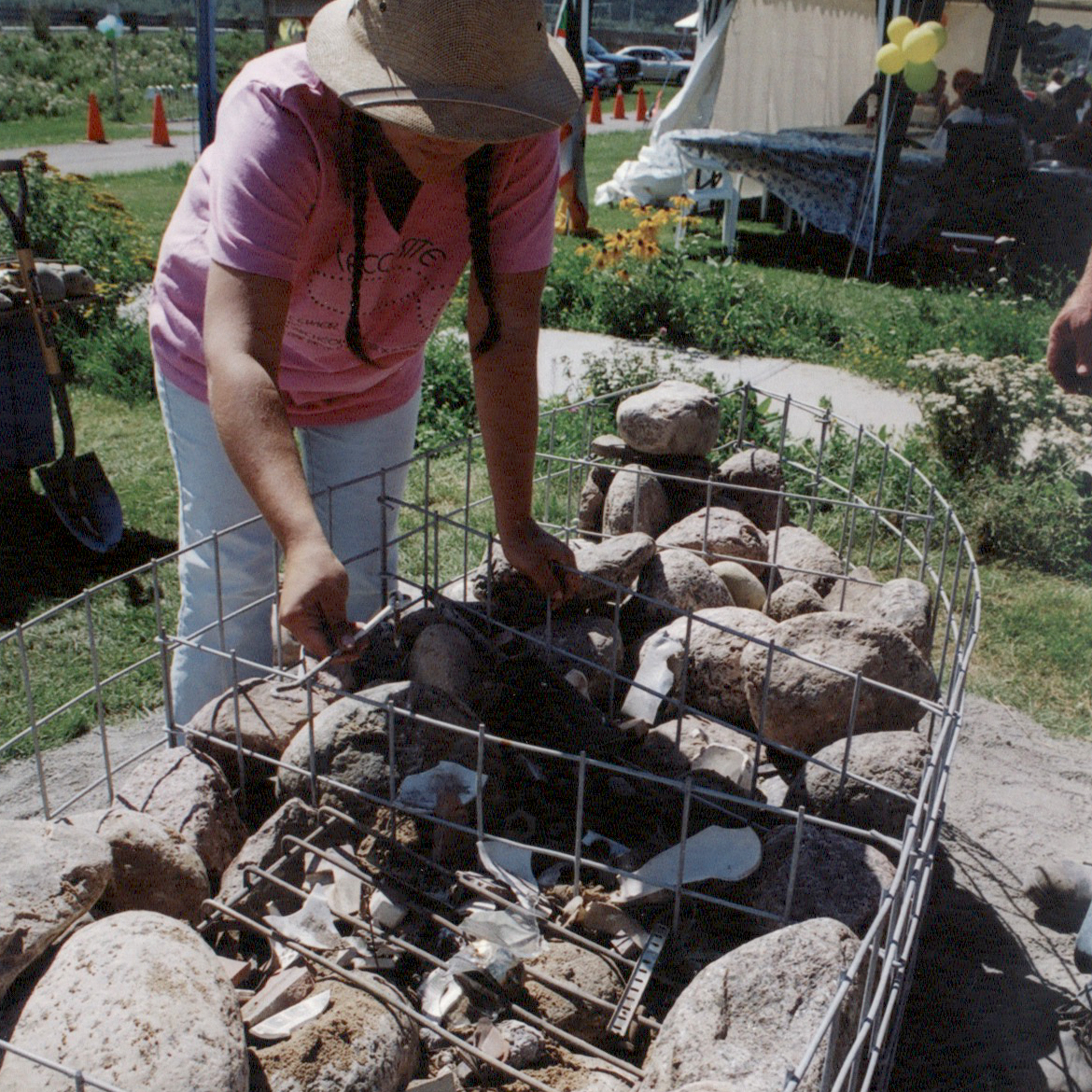
Les artefacts enfouis au centre du Tacon-Site du Mythe
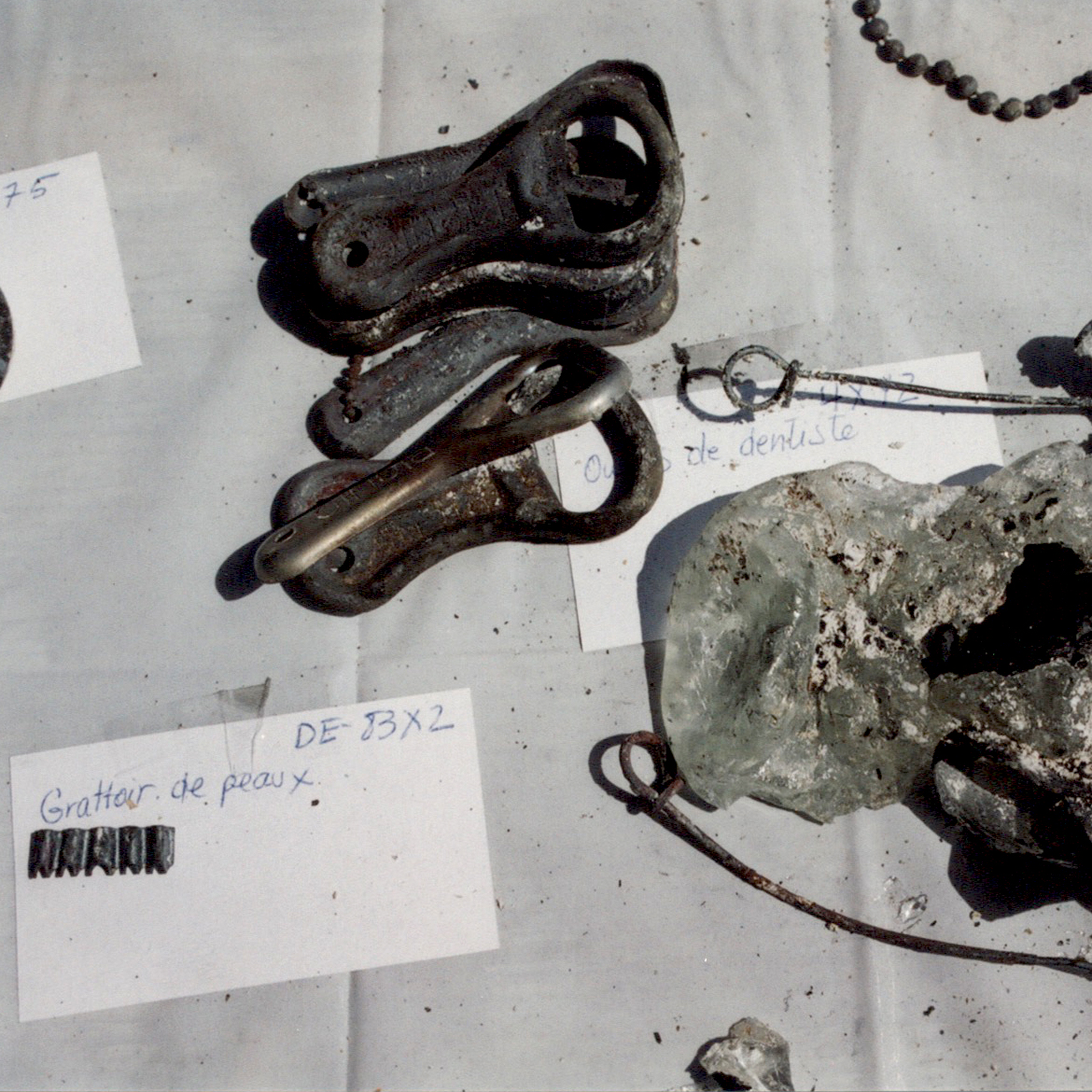
Quelques artefacts trouvés sur le site